# Derchigny
Derchigny is een dorp en voormalige gemeente in de Franse gemeente Petit-Caux in het departement Seine-Maritime in de regio Normandië. Derchigny telt 476 inwoners (2004). De plaats maakt deel uit van het arrondissement Dieppe.

## Geschiedenis
Oude vermeldingen van de plaats gaan terug tot de 13de eeuw als Dercheigni. Op de 18de-eewse Cassinikaart is de plaats aangeduid als Derchigny.
Op eind van het ancien régime op het eind van de 18de eeuw, toen de gemeenten werden gecreëerd, werd Derchigny een gemeente. In 1822 werd buurgemeente Graincourt opgeheven en bij Derchigny gevoegd.
Derchigny is op 1 januari 2016 gefuseerd met de gemeenten Assigny, Auquemesnil, Belleville-sur-Mer, Berneval-le-Grand, Biville-sur-Mer, Bracquemont, Brunville, Glicourt, Gouchaupre, Greny, Guilmécourt, Intraville, Penly, Saint-Martin-en-Campagne, Saint-Quentin-au-Bosc, Tocqueville-sur-Eu en Tourville-la-Chapelle tot de commune nouvelle Petit-Caux.

## Geografie
De oppervlakte van Derchigny bedraagt 4,7 km², de bevolkingsdichtheid is 101,3 inwoners per km².
De onderstaande kaart toont de ligging van Derchigny met de belangrijkste infrastructuur en aangrenzende gemeenten.

## Bezienswaardigheden
- De Église Saint-Mathieu
- Het Château de Wargemont, deels ingeschreven en geklasseerd als monument historique

## Demografie
Onderstaande figuur toont het verloop van het inwonertal (bron: INSEE-tellingen).